# Gmina Danilovgrad
Gmina Danilovgrad (czar., sr. Општина Даниловград / Opština Danilovgrad) – jedna z 21 gmin Czarnogóry, której stolicą jest miasto Danilovgrad. Znajduje się w centrum kraju, w dolinie rzeki Zety.
Gminę zamieszkuje 18,472 ludzi, co stanowi 2,98% ludności państwa.
Przez gminę biegnie linia kolejowa Podgorica – Nikšić.

## Miejscowości
W gminie znajduje się 90 miejscowości: miasto Danilovgrad i 89 wiosek. Zgodnie z postanowieniem ustawy o organizacji terytorialnej wioski Dabojevići, Pitome Loze i Podglavica otrzymały nowe nazwy – Dabovići, Pitoma Loza i Poglavnice; z miasta Danilovgrad wydzielono wioski Glavica, Grlić i Pažići; a także utworzono nowe miejscowości Glava Zete, Glizica, Grudice, Međeđe, Potkraj i Studeno.

## Struktura demograficzna
Na podstawie spisu powszechnego z 2011 roku:

### Ludność w gminie według płci
| Kobiety | Mężczyźni |
| ------- | --------- |
| 8.768   | 9.704     |
| 47,47%  | 52,53%    |

### Struktura ludności między miastem a wsią
| Miasto | Wsie   |
| ------ | ------ |
| 6.852  | 11.620 |
| 37,09% | 62,91% |

### Grupy etniczne w gminie
| Ludność według kryterium etnicznego (>1%) | Ludność według kryterium etnicznego (>1%) | Ludność według kryterium etnicznego (>1%) | Ludność według kryterium etnicznego (>1%) | Ludność według kryterium etnicznego (>1%) |
| ----------------------------------------- | ----------------------------------------- | ----------------------------------------- | ----------------------------------------- | ----------------------------------------- |
| Narodowość                                |                                           | procent (%)                               |                                           |                                           |
| Czarnogórcy                               |                                           | 64,19                                     |                                           |                                           |
| Serbowie                                  |                                           | 27,07                                     |                                           |                                           |
| reszta                                    |                                           | 3,14                                      |                                           |                                           |
| niezadeklarowani                          |                                           | 5,60                                      |                                           |                                           |
|                                           |                                           |                                           |                                           |                                           |

- Czarnogórcy: 11 857 osób (64,19%)
- Serbowie: 5 001 osób (27,07%)
- Pozostali: 580 osób (3,14%)
- Nieokreśleni: 1 034 osoby (5,60%)

### Grupy językowe w gminie
| Ludność według kryterium językowego (>1%) | Ludność według kryterium językowego (>1%) | Ludność według kryterium językowego (>1%) | Ludność według kryterium językowego (>1%) | Ludność według kryterium językowego (>1%) |
| ----------------------------------------- | ----------------------------------------- | ----------------------------------------- | ----------------------------------------- | ----------------------------------------- |
| Język                                     |                                           | procent (%)                               |                                           |                                           |
| serbski                                   |                                           | 46,21                                     |                                           |                                           |
| czarnogórski                              |                                           | 44,07                                     |                                           |                                           |
| reszta                                    |                                           | 5,62                                      |                                           |                                           |
| niezadeklarowani                          |                                           | 4,40                                      |                                           |                                           |
|                                           |                                           |                                           |                                           |                                           |

- Język serbski: 8 535 osób (46,21%)
- Język czarnogórski: 8 141 osób (44,07%)
- Pozostałe języki: 1 038 osób (5,62%)
- Nie określono: 758 osób (4,40%)

### Grupy wyznaniowe w gminie
| Ludność według kryterium religijnego (>1%) | Ludność według kryterium religijnego (>1%) | Ludność według kryterium religijnego (>1%) | Ludność według kryterium religijnego (>1%) | Ludność według kryterium religijnego (>1%) |
| ------------------------------------------ | ------------------------------------------ | ------------------------------------------ | ------------------------------------------ | ------------------------------------------ |
| Religia                                    |                                            | procent (%)                                |                                            |                                            |
| Prawosławni                                |                                            | 92,29                                      |                                            |                                            |
| Muzułmanie                                 |                                            | 1,42                                       |                                            |                                            |
| Ateiści i agnostycy                        |                                            | 1,04                                       |                                            |                                            |
| reszta                                     |                                            | 2,49                                       |                                            |                                            |
| niezadeklarowani                           |                                            | 2,76                                       |                                            |                                            |
|                                            |                                            |                                            |                                            |                                            |

- Prawosławni: 17 647 osób (92,29%)
- Muzułmanie: 262 osoby (1,42%)
- Ateiści i agnostycy: 193 osoby (1,04%)
- Pozostali: 460 osób (2,49%)
- Nieokreśleni: 510 osób (2,76%)